# Statue d'Alexandre III à Irkoutsk
La statue d'Alexandre III est une statue monumentale représentant Alexandre III de Russie, située en Russie, à Irkoutsk (Sibérie).

## Historique
Un concours est lancé en 1902, après la fin de l'achèvement du Transsibérien, pour l'érection d'une statue en l'honneur d'Alexandre III qui ordonna les travaux du Transsibérien. Le concours est remporté par Robert Bach, après que les grands-ducs, les grandes-duchesses et le ministre de l'Intérieur Siliaguine eurent remarqué le 2 mars 1902 à la galerie Kouchelevskaïa de l'académie impériale des beaux-arts de Saint-Pétersbourg différents projets de maquette et distingué le sien. Le projet est approuvé par Nicolas II avec quelques modifications.

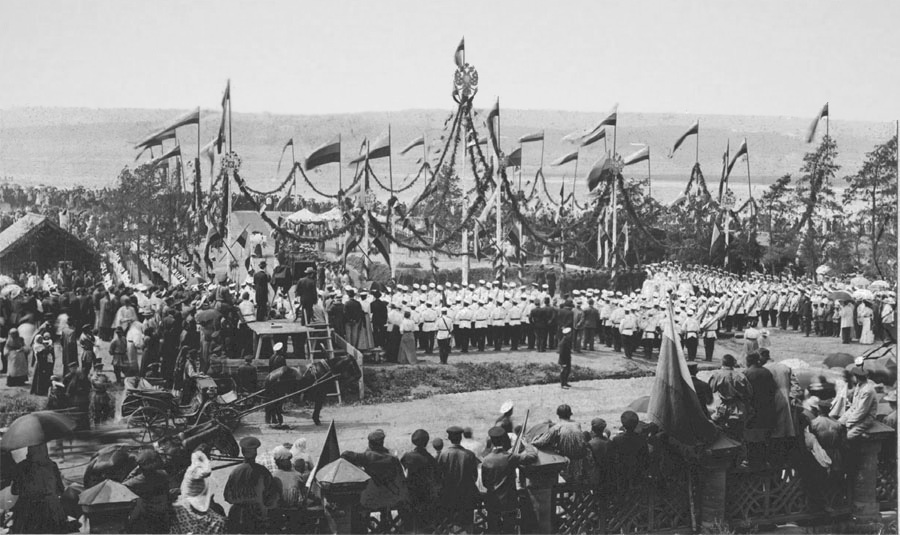
Cérémonie d'inauguration des fondations en 1903.

Un comité se forme ensuite à Irkoutsk pour réunir les fonds nécessaires. Les fondations sont inaugurées à l'été 1903 et le monument lui-même solennellement inauguré en 1908, en présence du gouverneur-général de la Sibérie orientale Selivanov. La statue de bronze se trouve sur un piédestal de granite.
Il est décidé par décret de détruire la statue pour les fêtes du 1er mai 1920. En 1963, une statue de Victor Chmatkov en l'honneur des premiers arrivants de Sibérie est érigée à l'emplacement de l'ancienne statue de Bach.
Après la chute de l'URSS, les chemins de fer de Sibérie orientale proposent de remettre une copie de la statue initiale à sa place à leurs frais. Albert Tcharkine est chargé de réaliser la copie qui mesure cinq mètres de hauteur. L'inauguration a lieu à l'automne 2003 pour le jubilé du Transsibérien, rue Gagarine.
La statue de bronze repose sur un piédestal de granite de Finlande. Les bas-reliefs du piédestal sont exécutés à Saint-Pétersbourg. Du côté ouest, le gouverneur-général de Sibérie orientale, le comte Mouraviov-Amourski, regarde vers l'Angara ; du côté nord c'est Ermak Timofeïévitch qui est représenté; du côté sud, le comte Speranski, gouverneur-général de 1819 à 1821 ; et enfin du côté est, les armes de l'Empire russe avec l'aigle bicéphale tenant dans les griffes le texte du rescrit de 1891 du tsarévitch Nicolas Alexandrovitch (futur Nicolas II) exprimant sa reconnaissance à son père pour le développement de la Sibérie grâce au Transsibérien, lors de son voyage officiel cette année-là, jusqu'en Extrême-Orient.
Aux angles, sont représentées les armes de la Sibérie, des gouvernements d'Irkoutsk, de l'Iénisseï et de l'oblast de Iakoutsk. On remarque à droite de l'aigle bicéphale le blason d'Irkoutsk : une panthère de Sibérie avec une zibeline entre les crocs.

## Illustrations

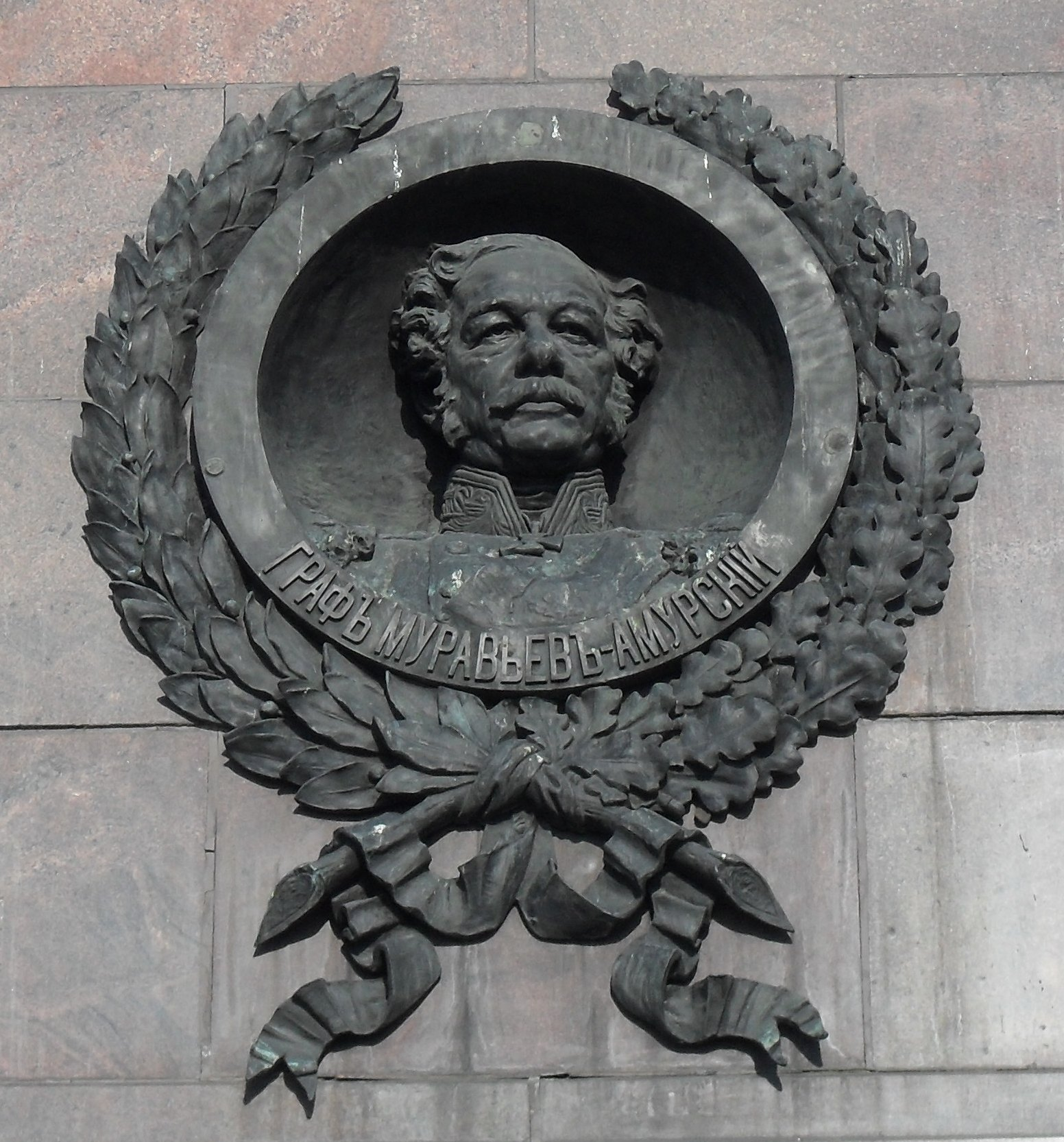
Bas-relief représentant le comte Mouraviov-Amourski
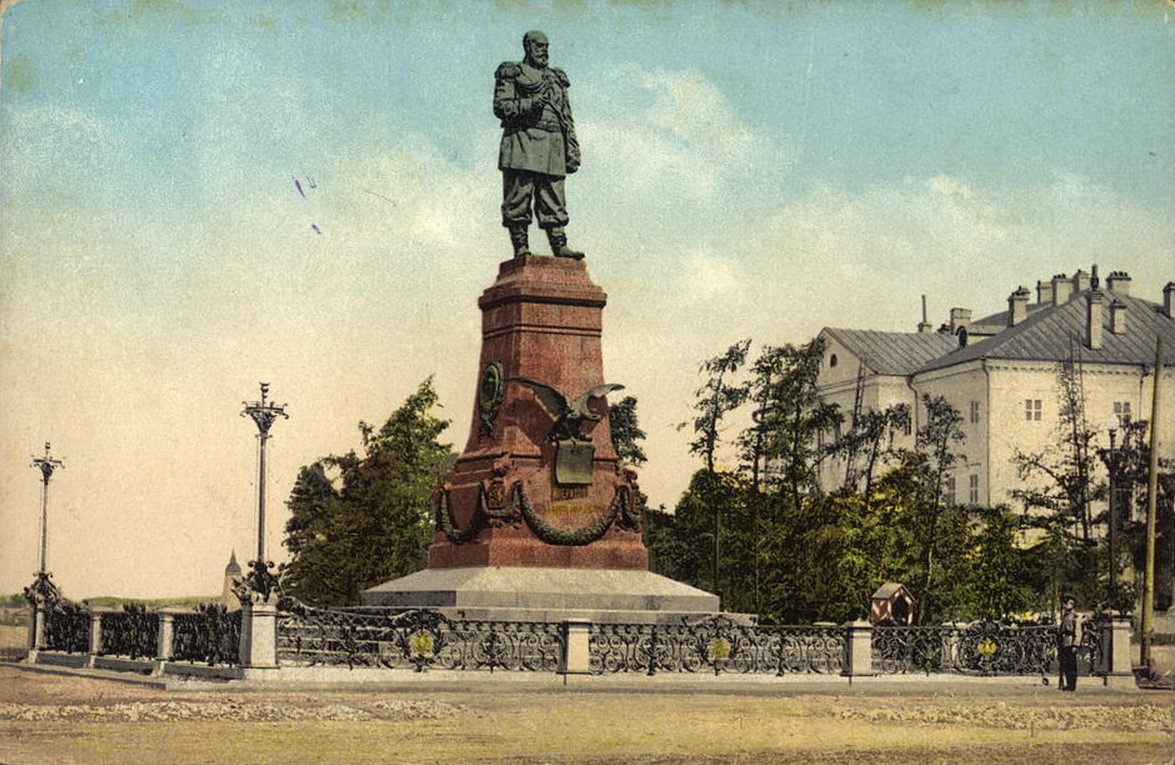
Le monument avant 1914
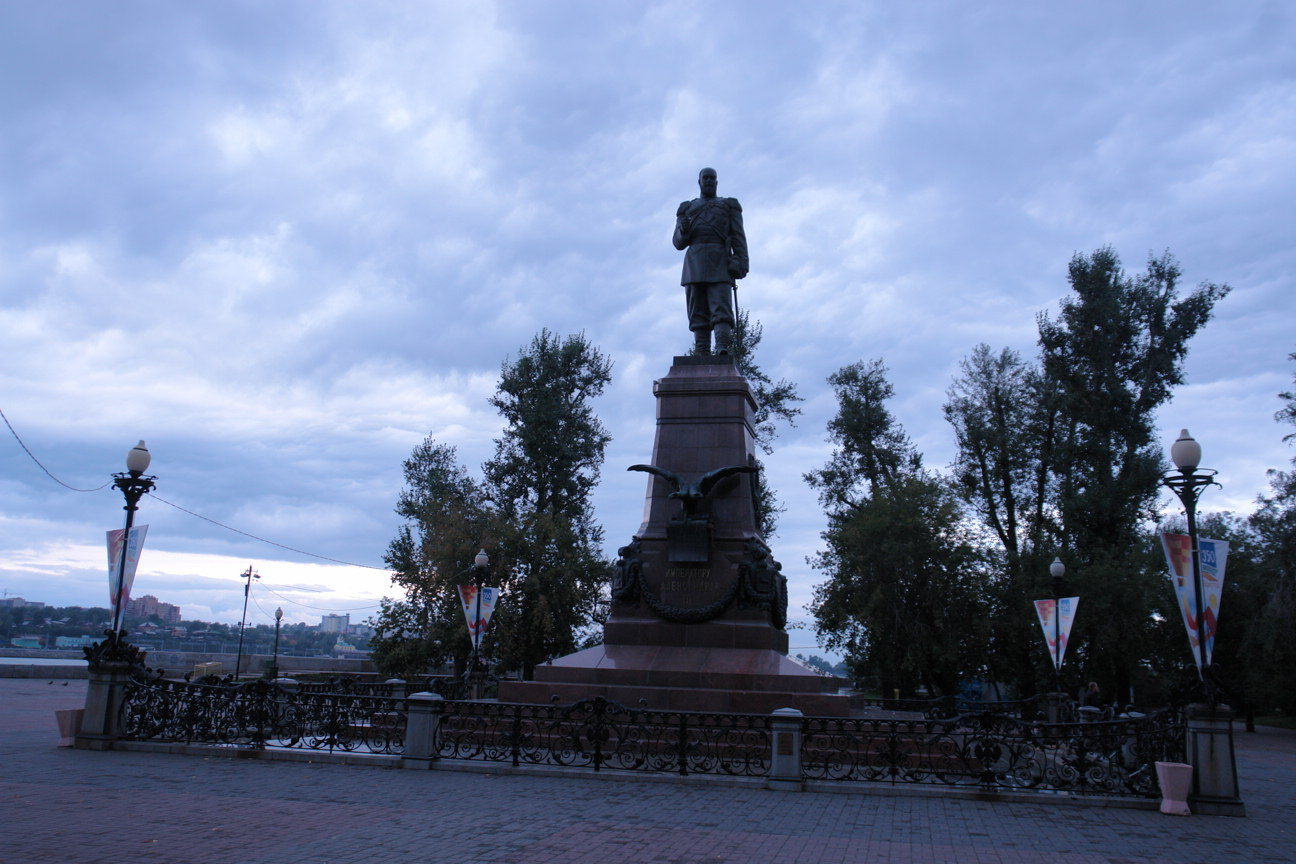
Le monument en 2011

## Source
- (ru) Cet article est partiellement ou en totalité issu de l’article de Wikipédia en russe intitulé « Памятник Александру III (Иркутск) » (voir la liste des auteurs).